# Спінуш-де-Помезеу
Спінуш-де-Помезеу (рум. Spinuș de Pomezeu) — село у повіті Біхор в Румунії. Входить до складу комуни Помезеу.
Село розташоване на відстані 395 км на північний захід від Бухареста, 41 км на південний схід від Ораді, 100 км на захід від Клуж-Напоки, 139 км на північний схід від Тімішоари.

## Населення
За даними перепису населення 2002 року у селі проживали 283 особи, усі — румуни. Усі жителі села рідною мовою назвали румунську.